# 험비

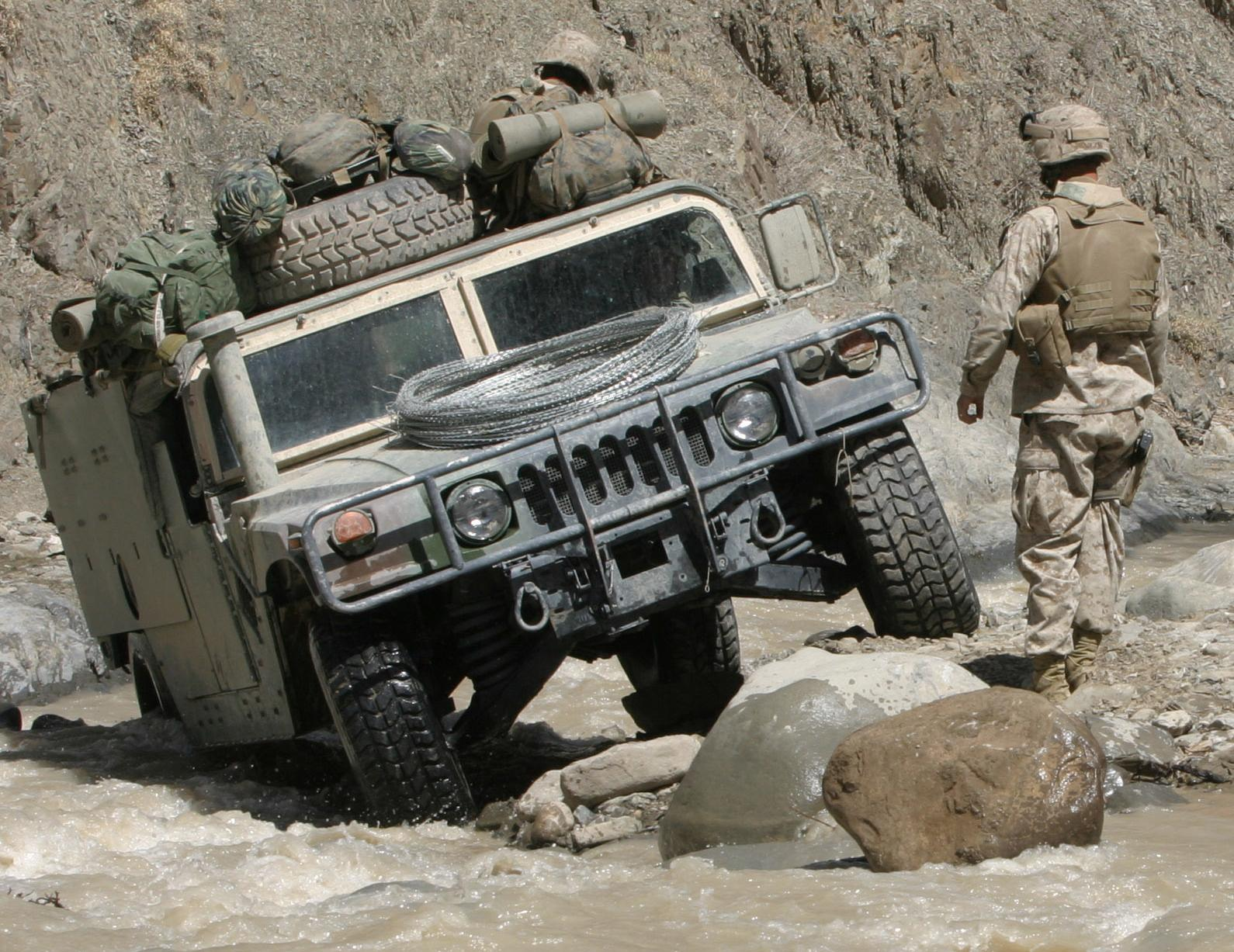
아프간에서의 험비

험비(Humvee)는 미국이 개발한 고성능 4륜 구동 장갑 수송차량이다. 정식 명칭은 고기동성 다목적 차량(High Mobility Multipurpose Wheeled Vehicle, HMMWV)이다.

## 개요
본래 미군은 윌리스 MB를 군용차로 굴려 왔으나, 군용의 범용 수송 차량으로 1970년대부터 검토가 시작됐다. 1979년에 발주 사양이 확정되어서 AM제너럴이 시제차를 만들게 되었다. 이것이 채택되어 로널드 레이건 정부 시절인 1985년부터 양산이 개시되었다. 1989년의 파나마 침공에서 처음으로 실전에 투입되었다. 1995년부터 능력향상형(Expanded capacity)의 생산도 개시되고 있다. 대부분 M2 기관총 등 여러 중기관총을 장착하였으며 대전차 대용으로 TOW 대전차 미사일을 장착한 것도 있다.
한편 방어력은 소말리아 내전 당시 시가전에서 장갑 방어력이 약한 문제가 발생해 새롭게 장갑 추가 킷이나 강화 개량 사양차가 개발되었다. 한층 더 이라크 전쟁에서는 지뢰나 즉석폭발장치(I.E.D.)에 대한 취약성도 문제가 되어, 그것들에 대응한 MRAP(내지뢰 매복 방호) 차량으로 대체되고 있다.
우크라이나군에도 험비가 도입되어 러시아군의 대전차지뢰 공격에도 험비 탑승자 전원이 부상을 입지 않는 등, 강력한 방어력을 선보이고 있다.

## 역사

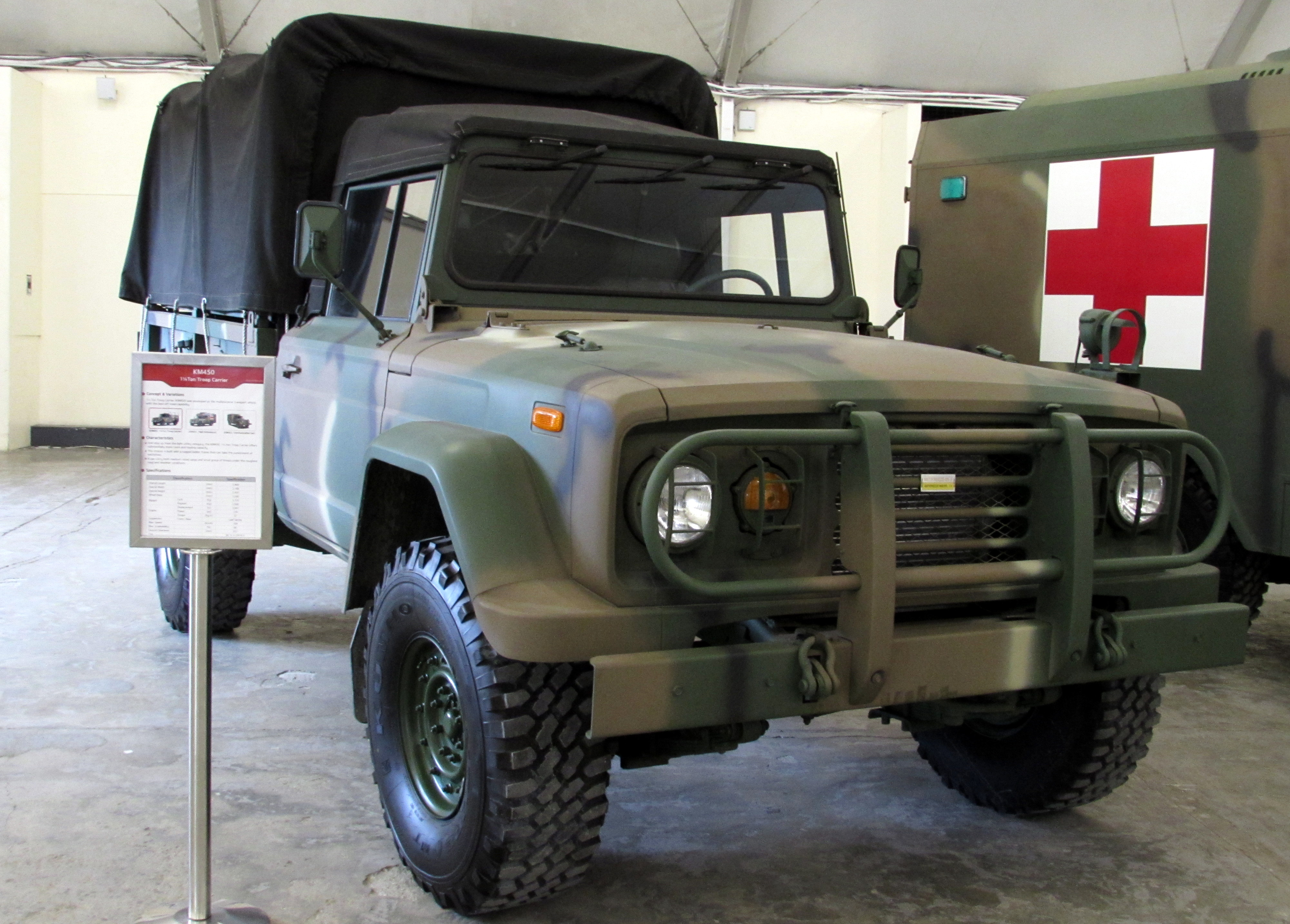
기아 K-311 A1 5/4톤 카고 트럭

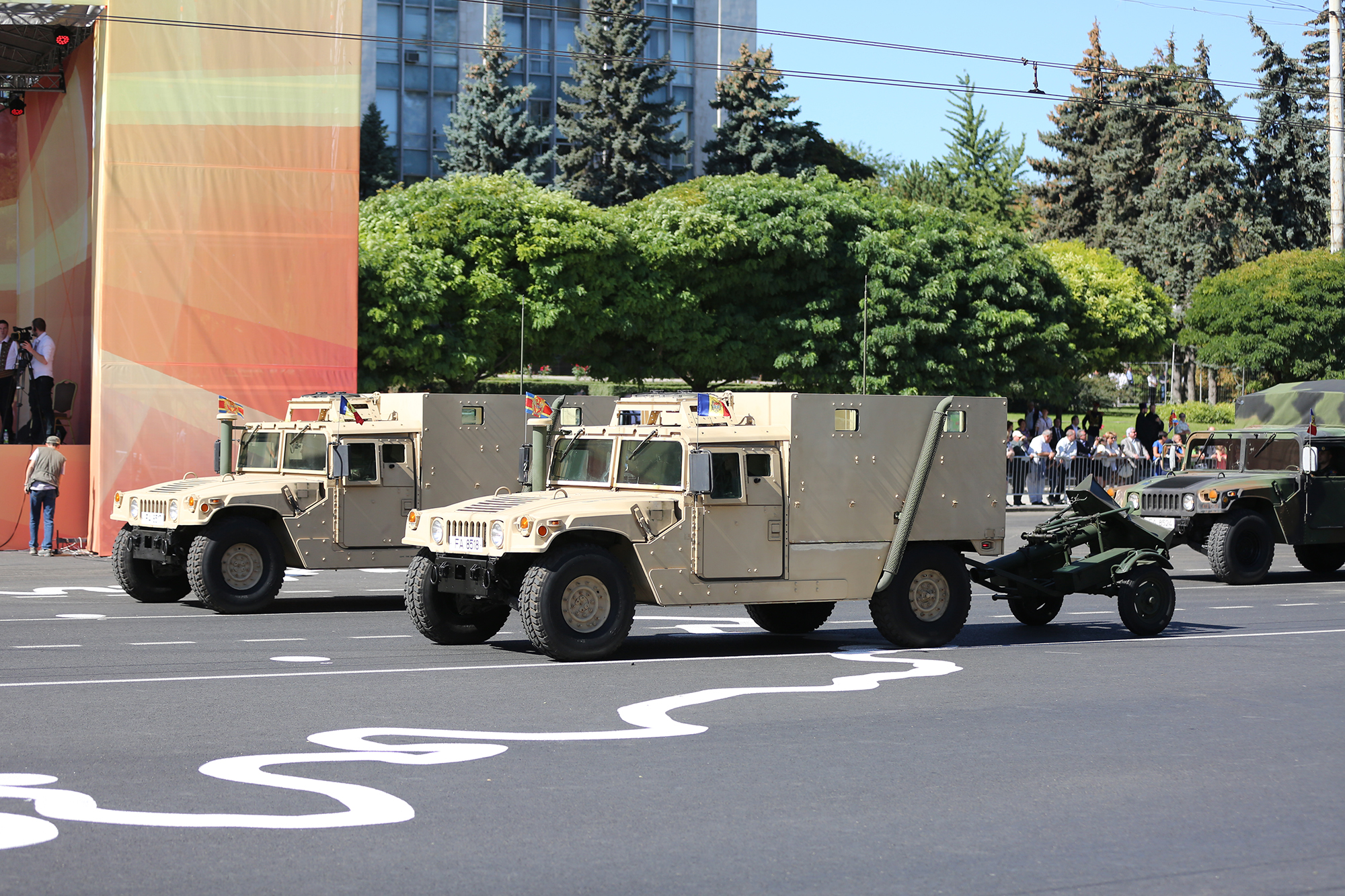
험비 트럭. K-311과 사이즈가 거의 비슷하다.

제2차 세계 대전 때 맹활약한 윌리스 지프 이후로 미국 육군은 소수의 인원 수송을 지프에 의존해 왔다. 지프는 폭스바겐 비틀보다 실제로 작고 접히는 앞유리를 가진 경량 차량을 위한 요구조건에 따라 제작된 것이다. 3개의 시트와 660파운드(300 kg)의 적재량을 더해도 1톤을 조금 넘을 정도였다.
대한민국 육군은 지프차, 닷지, 두돈반, 5톤의 4종류 차량을 사용하는데, 닷지를 미국에서는 픽업트럭이라고 한다. 농촌에서 짐을 싣고 다니는 수단으로 옛날에는 소달구지, 경운기가 있는데, 이런 개념의 차량이 픽업트럭이다. 앞에 2인 또는 4인이 탑승하고, 뒤에 커다란 화물칸이 있다. 닷지는 트럭 중에서 가장 작은 사이즈다. 화물까지 모두 탑재했을 때 최대중량이 3.8톤이다. 닷지를 군대에서는 1과 1/4톤이라고도 부르는데, 화물 1.25톤을 싣는다는 의미이다. 5분 대기조가 탑승하고 다니는 군용차량으로, 한국에서는 이 픽업트럭을 많이 쓰지 않는데, 미국에서는 엄청나게 많이 팔리는 차종이다. 한미 FTA에서 미국이 수입을 전면금지하며 자국 기업들을 보호한 차종이 바로 픽업트럭이다. 이 닷지 트럭을 최신형으로 개조한 것이 험비로, 험비의 최대중량도 3.8톤이다.
- K-311, 일명 닷지, 최대중량 3.8톤
- 험비, 최대중량 3.8톤

1991년 걸프 전쟁이 CNN을 통해 생중계되면서 험비는 미군의 아이콘처럼 인식되고 있다. 당시 군용차의 상식을 뛰어넘는 고기동차량 험비는 경사각 60도를 등판할 수 있고, 46cm 높이의 수직 장애물이나 76cm 깊이의 참호도 거침없이 통과할 수 있는 전천후 주행 능력을 자랑하며 종횡무진 달리는 것을 보고 스테로이드를 맞은 지프가 아니냐는 말도 했다. 하지만 험비는 좁은 내부 공간, 불편한 승차감, 주행 신뢰성의 문제 등의 단점들도 있어서 지난 30년간 여러 차례 개량이 이루어지고 있다.

## 사용 국가
- 미국
- 멕시코
- 아프가니스탄
- 칠레
- 튀르키예
- 사우디아라비아
- 이스라엘
- 그리스
- 세르비아
- 스페인
- 대한민국- 자이툰 부대 파견용으로 구입
- 대만
- 태국

## 한국형 험비KM-1(k-151)과 KM-21(K-351)
기아자동차에서 소형전술차량인 한국형 험비 개발을 추진 2014년 1월부터 방위사업청이 실시한 시험평가 결과 전투용 적합 판정을 받았으며,  2016년부터 양산에 착수하여 전방부대를 시작으로 2,000여대가 배치된다. 소형전술차량은 지휘용(4인승)·지휘용(8인승)·기갑수색용∙관측반용·정비용 5가지로 양산된다. 이중 기갑수색용 차량은 방탄 무장 처리된다.
차체는 기본형 KM-1(K-151)과 장축(長軸)형 KM-21(K-351) 2가지로 모델이 개발되었다. 파워 트레인은 최고 출력 225마력인 S2  3.0리터 V6 유로5 터보 인터쿨러 디젤엔진과 최첨단 8단 자동 변속기가 조합 탑재되어 있다. 전륜구동(AWD)시스템에 독립현가장치를 달아 험로 주행이 탁월한 기본형은 타이어가 총탄을 맞아 펑크가 나도 최대 시속 48km로 주행 가능하며, 장축형은 사륜 구동 시스템이 적용된다. 차량의 총 중량은 일반형이 5,700kg, 롱 휠 베이스가 7,000kg이다.
이외에도 더블 위시본 타입 독립현가 차축을 비롯해 4채널 ABS, 냉난방장치 등이 기본 옵션으로 장착되었고, 추가 옵션으로 차체와 유리의 방탄 기능, 민간용 내비게이션, 타이어가 손상되어도 시속 약 40km 속도로 1시간동안 주행이 가능한 런플랫 타이어, 전동 윈치, 하이브리드 발전기 등을 선택할 수 있다.
기아의 소형전술차량은 최고속도가 시속 135km다. 미군용 험비의 113km를 넘어선다. 마력 역시 미 험비보다 뛰어나다. 반면 생산 단가는 미 험비의 절반으로 가격 경쟁력이 크게 우세하다. 우리 군은 소형전술차량을 지휘차 4인승, 지휘차 8인승, 기갑수색차량, 정비차량, 관측반차량 등으로 활용하게 된다.

## 같이 보기
- 허머